# Хютлинген (Тургау)
Хютлинген (нем. Hüttlingen TG) — коммуна в Швейцарии, в кантоне Тургау.
Входит в состав округа Фрауэнфельд. Население составляет 837 человек (на 31 декабря 2007 года). Официальный код — 4590.